# Arres
Arres – gmina w Hiszpanii, w prowincji Lleida, w Katalonii, o powierzchni 11,6 km². W 2011 roku gmina liczyła 65 mieszkańców.